# Santa Rosa de Agua
Santa Rosa de Agua es un antiguo asentamiento palafítico de la etnia Añú. No se puede calcular con exactitud el tiempo de existencia del poblado, ya que la nación Añu en este momento se encuentra en rescate de su cultura y su lengua. Ha sido difícil de rastrear antropológica O arqueológicamente ya que esta etnia no deja rastro arqueológico.
Se estima que el poblado existe desde antes de la colonización hispana y que podría tener entre 2000 y 6000 años. Esta comprobado que en la región del Lago Cokiwakoa los asentamientos humanos son milenarios. Hoy día, El Pueblo es una herencia directa de sus autóctonos indígenas y el mestizaje europeo, siendo actualmente la pesca su principal ejercicio económico.
En agosto se realizan las Fiestas de Santa Rosa de Lima con fuegos artificiales y una procesión de la imagen de la Virgen sobre las aguas del lago de Maracaibo llevando la imagen de la Santa en las canoas de los pescadores.
En las orillas del lago de Maracaibo, a través de las caminerías de madera, se pueden encontrar pintorescos restaurantes sobre el agua donde se pueden degustar platos típicos de la gastronomía de la zona: pescado frito, filet de pescado relleno, lisa rellena, mojito o un suculento “cruzao” de pescado y mariscos. Alrededor de la plaza Cacique Nigale se pueden observar las ventas de cesterías, tapices de enea, chinchorros y figuras de mangle.
- Datos: Q6120692